# Philip Hunloke
Philip Hunloke (Kensington, Londres, 26 de novembre de 1868 - Londres, 1 d'abril de 1947) va ser un regatista anglès que va competir a començaments del segle xx.
El 1908 va prendre part en els Jocs Olímpics de Londres, on va guanyar la medalla de bronze en la categoria de 8 metres del programa de vela. Hunloke navegà a bord del vaixell Sorais junt a Alfred Hughes, Frederick Hughes, George Ratsey i William Ward.